# Džaba Joseliani
Džaba Joseliani (gruzínsky: ჯაბა იოსელიანი) (10. června 1926, Chašuri, Gruzie – 4. března 2003 v Tbilisi) byl gruzínský politik, vůdce polovojenské organizace Mchedrioni, zločinec a spisovatel. Kvůli svým činům je Joseliani považován za jednu z nejkontroverznějších osobností novodobých dějin Gruzie.

## Biografie
Joseliani v mládí studoval orientalistiku na Leningradské státní univerzitě, ale neuspěl. Místo toho proslul jako bankovní lupič. V roce 1948 byl zatčen za přepadení leningradské banky, za což byl odsouzen k 17 letům vězení. Po odpykání trestu se zapletl ještě do dalších zločinů a byl nakonec odsouzen k dalšímu trestu za neúmyslné zabití, ale ne už tak přísně. Během svého pobytu v sovětských žalářích si získal značnou reputaci v ruském podsvětí a dokonce se stal údajně členem jedné takové ilegální organizace. Než byl podruhé uvězněn, vystudoval Joseliani obor herectví na Státní konzervatoři v Tbilisi a stal se profesorem. Během té doby napsal i několik populárních divadelních her. Také později pracoval jako zástupce ředitele Muzea filmu a divadelního umění.
Joseliani, ač mohl být známý díky své literární činnosti, nakonec vešel ve známost až koncem 80. let při protisovětských manifestacích na obnovu nezávislé Gruzie, když založil ozbrojenou polovojenskou organizaci Mchedrioni a začal se politicky angažovat. S touto organizací si vytyčil za cíl porazit separatistická hnutí v Abcházii a Jižní Osetii, ale Mchedrioni byla už na začátku roku 1991 postavena mimo zákon z nařízení prezidenta Gamsachurdii, když ho Joseliani obvinil z pokusu o převzetí veškeré kontroly nad gruzínskými médii a umlčení opozice. Sám Joseliani byl spolu s dalšími vůdci Mchedrioni potom zatčen, ale v prosinci 1991 z vězení utekl a připojil se znovu ke své polovojenské organizaci, která již od listopadu připravovala provedení ozbrojeného puče proti vládě Gamsachurdii. Mchedrioni se spojila s Kitovaniho Národní gardou a dalšími protivládními silami a společně vyhnali Gamsachurdiu ze země.
6. ledna 1992 byla založena tzv. Vojenská rada a Joseliani se stal společně s Kitovanim a Siguou jedním ze tří jejích členů. Později po březnu tohoto roku, když vznikla Národní rada, do jejíhož čela byl dosazen Eduard Ševardnadze, nabyl Joseliani značný vliv na dění v zemi, protože se Ševardnadze musel spoléhat i na služby Joselianiových jednotek Mchedrioni, protože vládní ozbrojené složky byly značně oslabené a špatně vyzbrojené a navíc některé oblasti Gruzie byly zcela pod kontrolou této polovojenské organizace. Mchedrioni, ačkoliv byly v Ševardnadzeových očích zločineckou organizací, získaly rozsáhlé pravomoci při zatýkání příznivců bývalého prezidenta Gamsachurdii a zasahovaly i ve válce v Abcházii a občanské válce v západní Gruzii v letech 1993–1994, kde se místy podílely na vyvražďování obyvatelstva a plenily zdejší území. Joselianiovy jednotky Mchedrioni sice nakonec společně s gruzínskou armádou utrpěly v Abcházii drtivou porážku v září 1993, ale jemu to pomohlo získat ještě větší pravomoci a vliv v politice v zemi. Díky svým novým pravomocem mohl prakticky svévolně kohokoliv nechat zatknout a vytvořil tak represivní režim, často kritizovaný zástupci organizací pro obranu lidských práv. Koncem roku 1993 a začátkem roku 1994 se jeho jednotky Mchedrioni zaměřily hlavně na pronásledování přívrženců Gamsachurdii, tzv. Zviadovců, a častokrát byly obviňovány z poprav bez soudu. Joseliani navíc v oblastech pod svou kontrolou prováděl nezákonné vybírání „mimořádných daní“ (výpalného) a podporoval organizovaný zločin. Sám takováto obvinění vždy odmítal.
V roce 1995 se konečně situace v celé Gruzii uklidnila a nadešel tak Joselianiův tvrdý pád. Ševardnadze nejprve postavil veškeré vládou nekontrolované ozbrojené organizace mimo zákon a poté, co byl na něj neúspěšně v srpnu téhož roku spáchán bombový atentát, obvinil z konspirace a terorismu tzv. „mafiánské síly“, do kterých započítal Joselianiho a další lidi, kteří ztráceli vliv a moc s koncem nepokojů, ze kterých měli prospěch. V roce 1998 byl Joseliani zatčen a tři roky strávil ve vězení. Nakonec byl odsouzen k 11 letům vězení za organizovaný zločin, terorismus a konspiraci pro zabití Ševardnadzeho. Během soudu veškerá obvinění odmítal. V létě 2000 nakonec dostal od Ševardnadzeho milost, když se mu zhoršoval jeho zdravotní stav.
Po propuštění se snažil za pomoci Ševardnadzeových (i svých) politických odpůrců obnovit svojí organizaci Mchedrioni a přetvořit jí v legální politickou stranu, zaměřenou na budování silné opozice proti vládě, ale neuspěl. 4. března 2003 zemřel na následky infarktu, který utrpěl týden předtím.